# Ancistrochilus
Ancistrochilus Rolfe – rodzaj roślin z rodziny storczykowatych (Orchidaceae Juss.). Obejmuje dwa gatunki występujące naturalnie w strefie tropikalnej Afryki na obszarze od Gwinei aż po Ugandę i Tanzanię. Rośliny te uprawiane są jako ozdobne. Rodzaj został odkryty pod koniec XIX wieku przez Roberta Allena Rolfe'a i opisany przez niego w 1897 roku. Nazwa rodzajowa pochodzi z języka greckiego – słowo "ankistron" oznacza haczyk, natomiast "cheilos" wargę. Słowa te odnoszą się do haczykowatego kształtu warżki.

## Morfologia
PokrójRośliny o pędach sympodialnych. Osiągają małe rozmiary. Pełzające kłącze ma do 5 cm długości. Posiada pojedynczą pseudobulwę w kształcie gruszki o szerokości do 5 cm, w formie skorupy żółwia. Wegetatywnie roślina przypomina Pleione. Pseudobulwy zwieńczone są przez dwa pofałdowane i lancetowate liście o długości do 30 cm. Liście te są delikatne i łatwo opadają.
KwiatyKwiatostany wzniesione, osiągają do 25 cm wysokości, pojawiają się zimą u podstawy pseudobulw. Wyrasta na nich od 3 do 7 kwiatów o średnicy 3–4 cm. Okwiat ma różową lub białą barwę i pozostaje na roślinie od września do grudnia. Dojrzałość pseudobulw (gdy są dobrze uformowane i nabrzmiałe) gwarantuje obfite kwitnienie. Rośliny mogą kwitnąć zarówno z liśćmi przy pseudobulwie, jak i bez nich.

## Biologia i ekologia
Epifity. Rosną w cienistych koronach drzew lasu deszczowego, wśród gałęzi lub na gładkich pniach, w regionach z możliwie najkrótszą porą suchą. Rośliny te spotykane są na wysokości od 50 do 1200 m n.p.m.

## Systematyka
Rodzaj sklasyfikowany do plemienia Collabieae, podrodzina epidendronowe (Epidendroideae), rodzina storczykowate (Orchidaceae), rząd szparagowce (Asparagales) w obrębie roślin jednoliściennych.
Wykaz gatunków
- Ancistrochilus rothschildianus O'Brien
- Ancistrochilus thomsonianus (Rchb.f.) Rolfe

## Uprawa
OświetlenieRoślina wymaga stanowisk o dużej jasności – od 10 000 do 20 000 luksów. Jednak liście są chronione przez palącymi promieniami od kwietnia do września.
TemperaturaWymaga umiarkowanego ciepła lub ciepła od 15 °C do 30 °C.
PodlewanieLatem należy obficie podlewać, aby utrzymać wilgotność podczas okresu wegetacji, która trwa od kwietnia do października (do czasu pełnego wykształcenia się pseudobulw). Liście mogą być podlewane za każdym razem, dwa lub trzy razy w tygodniu w zależności od temperatury. Jeśli roślina jest uprawiana w formie epifitu, powinna być podlewana codziennie w okresie wegetacji oraz co dwa lub trzy dni podczas zimy.
WilgotnośćNiezbędne jest utrzymanie wysokiej wilgotności powietrza od 70 do 90%. Będzie mieć to zasadnicze znaczenie podczas gorącego okresu. Ważny jest dobry obieg powietrza. W przypadku wysokich temperatur można codziennie zamaczać liście oraz dno doniczki.
NawożenieNie należy nawozić zimą, natomiast wymagane jest nawożenie od początku wegetacji aż do pełnego rozwoju pseudobulw. Od kwietnia do lipca należy dawać nawóz na silniejszy wzrost, w lipcu i sierpniu na zmianę nawóz na silniejszy wzrost oraz na kwitnienie, natomiast we wrześniu i październiku wyłącznie na kwitnienie. Dawka nawozu powinna wynosić od 400 do 600 µS.
PrzesadzanieW związku z tym, że ta roślina jest epifitem, powinna być przesadzana w podłoże z cienkiej warstwy żywych torfowców, które ma zadanie utrzymać jego wilgotność. Można również rozwijać je w pojemniku z mieszaniną torfowców i grubej kory. Rośliny powinny być przesadzane co 2–3 lata lub później, aż przerosną doniczkę.
RozmnażaniePrzez podział kłącza, biorąc minimum dwie pseudobulwy i nowy pąk.
Pobyt na zewnątrz latemPobyt na zewnątrz jest możliwy przy prawidłowym rozwoju rośliny, ale temperatura w nocy nie może spaść poniżej 15 °C. Ponadto będzie potrzebna ochrona roślin przed słońcem pomiędzy godziną 10. a 18. Ważne jest też utrzymanie odpowiedniej wilgotności.
SzkodnikiRoślina nie jest podatna na szkodniki. Najprawdopodobniejszy wydaje się atak roztoczy, więc można zapobiegawczo stosować olej z miodli indyjskiej.